# 日本看護倫理学会
一般社団法人日本看護倫理学会（にほんかんごりんりがっかい、英文名 The Japan Nursing Ethics Association、英文略称 JNEA）は、看護倫理の知の体系化と実践者・研究者・教育者等の交流に努め、看護倫理に関する提言を行うことを目的とした学術団体。2008年に任意団体として設立され、2020年6月29日に一般社団法人へと移行した。事務局は東京都新宿区の国際文献社のアカデミーセンター内にある。会員数は2022年10⽉末時点で894名（医療機関関係者46.4％、教育機関関係者50.2％、その他3.4％）、2023年7月時点で約800名となっている。

## 沿革
- 2008年6月15日
  - 日本看護倫理学会設立総会において日本看護倫理学会(任意団体)の設立が承認
- 2020年6月29日
  - 任意団体を解散し、一般社団法人日本看護倫理学会に移行。

## メンバー・組織構成
2025年1月現在、役員理事一覧は「事務局や理事会メンバーを名指しして危害を加える内容のメッセージが届いた」として、2024年10月3日から非公開になっている。
- 理事長: 前田樹海[6]
- 副理事長: 八尋道子[7]

## 活動
- 編集委員会
  - 日本看護倫理学会誌の編集、発行
- 広報委員会
  - ウェブサイトやNEWS LETTERによる発信、広報活動にかかわる各部局等との連絡調整、情報収集
- 臨床倫理ガイドライン検討委員会
  - 臨床現場で看護職が倫理問題に取り組み、患者の権利擁護者としての役割を果たしていくために必要なガイドラインの立案、およびその改訂と普及啓発活動
- 学術活動推進委員会
  - 学術活動の推進、研究助成の募集と選考
- 課題検討委員会
  - 看護倫理に関する情報収集、看護倫理に関する課題解決に向けた検討、提言
- 看護倫理カンファレンスファシリテーター養成事業検討委員会
  - 看護倫理カンファレンスファシリテーターの養成に関するプログラム、教材の検討

## 刊行物
- 日本看護倫理学会誌
- 医療・看護を受ける高齢者の尊厳を守るためのガイドライン
- 身体拘束予防ガイドライン
- NEWS LETTER（年1回発行）

## レプリコンワクチン声明問題
2024年8月、新型コロナウイルス感染症用の「レプリコンワクチン」に関する緊急声明を発表し、社会的な混乱を引き起こした。同学会の声明ではワクチン接種者から非接種者への「シェディング」（感染）の懸念を主張したが、この主張は科学的根拠に乏しいとして専門家や公的機関から批判された。この非科学的情報の拡散により、接種者の施設利用拒否や医療機関への嫌がらせが相次ぎ、最終的にワクチン製造元であるMeiji Seika ファルマによる法的措置にまで発展した。

### 緊急声明の発表
2024年8月7日付で「緊急声明」を発表し、レプリコンワクチンに対する懸念を表明した。この声明では「レプリコンワクチンが『自己複製するmRNA』であるために、レプリコンワクチン自体が接種者から非接種者に感染（シェディング）するのではないかとの懸念があります」と主張し、「望まない人にワクチンの成分が取り込まれてしまうという倫理的問題をはらんでいます」と記載した。声明で「シェディング」の根拠として引用されたのは、「International Journal of Vaccine Theory, Practice, and Research(IJVTPR)」というオンラインジャーナルに掲載された論文だった。このジャーナルは反ワクチン活動で知られる編集者が運営するジャーナルであり、編集長は言語学者であるなど、編集者にワクチンや感染症の専門家がほとんど含まれていない。さらに、引用された論文ではレプリコンワクチンについての言及がなく、従来のmRNAワクチンに関する懸念を述べているだけだった。専門家からは「編集者にワクチンの専門家はほとんどおらず、論文も査読されているのか疑わしい。引用論文にもデータらしきデータがない。これをもってシェディングなる現象があるというのは、論理が飛躍していると言わざるを得ない」との指摘がなされた。

### 社会的影響と法的措置
日本看護倫理学会の声明は大きな社会的混乱を引き起こした。全国展開するヨガチェーン「LAVA」がレプリコンワクチン接種者のスタジオ利用を禁止したほか、美容院などでも接種者の入店を拒否する店舗が現れた。また、レプリコンワクチンの接種を開始した医療機関に対して嫌がらせや脅迫が相次ぎ、SNSでの誹謗中傷や嫌がらせ電話などにより、一部の医療機関はワクチン接種予約の受付を中止する事態となった。
声明発表後の社会的混乱や批判を受けて、日本看護倫理学会は公式ホームページの役員名簿を非公開にした。また、社会的反響に対する対応声明では、「学会の意図とは異なる文書の流布等」によって「ご心配やご不安な思い」を与えたとした。
Meiji Seikaファルマは2024年10月8日に記者会見を開き、日本看護倫理学会を名指しして「学会による懸念表明のためインパクトがある」「声明の内容には誤解に基づく記述や非科学的な内容が散見される」と批判した。同社は10月9日に「日本看護倫理学会の声明文に対する当社の見解」を公表し、「事実誤認および科学的知見に基づかない内容が含まれており、そのような主張で一般市民の不安を煽るような行為は、医療に関わる社会的責任を持つ組織としてあってはならない」と批判した。さらに同社は「非科学的なデマ情報が繰り返し流れている」と批判し、学会の理事長に対して民事・刑事両面での法的措置をとる考えを示した。2025年2月26日には2回目の抗議文も発表された。

### 専門家・公的機関の反応
この騒動に対し、日本感染症学会と日本呼吸器学会、日本ワクチン学会の3学会が合同で声明を出し、厚生労働省も「ワクチン成分が他者に伝播し健康被害が生じるという科学的知見はない」と公式ウェブサイトで説明。医学専門家からも反論が相次いだ。マウントサイナイ医科大学の山田悠史医師は日本看護倫理学会の声明を「非常にひどいもの」と批判し、「科学的に不備のある論文を引用しており、権威があるように見えるが誤った情報を広めている」と指摘した。別の医学専門家からは「非科学的な見解を、あたかも確定された事実かのように主張することは、倫理観や誠実性に欠けるように思われる」という批判があった。臨床現場からは「現場の看護師に影響はあったか全くなかったと捉えている。しかし、看護師の間で反応が一切ないというのも問題といえる。本来はやはり、看護系の学会などはエビデンスを精査し、日本看護倫理学会の主張に対して賛否を明らかにすべきだったのではないだろうか」という指摘もあり、看護界全体の問題として捉える声も上がっていた。